# باستر بي. جونز
باستر بي. جونز (بالإنجليزية: Buster B. Jones)‏ هو عازف قيثارة أمريكي، ولد في 24 أغسطس 1959، وتوفي في 2 فبراير 2009.